# Schneeberg (Sasko)
Schneeberg je město v německé spolkové zemi Sasko. Nachází se v zemském okrese Krušné hory a má přibližně 14 tisíc obyvatel.

## Historie hornictví
V roce 1453 byl ve Schneebergu otevřen důl, v němž se těžily cínové, železné a měděné rudy. V poslední třetině 15. století bylo v této lokalitě objeveno bohaté ložisko stříbra. Již v roce 1477 zde existovalo 153 jmenovitě evidovaných štol. Ve středověku horníci ze Schneebergu též odcházeli za prací přes Krušné hory do českých měst a založili zde horní města, např. Horní Blatnou či Jáchymov.
V letech 1946–1956 společnost SAG/SDAG Wismut (sovětská, resp. od roku 1954 sovětsko-německá akciová společnost) provozovala na území Schneebergu těžbu uranu.

## Pamětihodnosti
- kostel svatého Wolfganga

## Osobnosti
- Kašpar Eberhard (1523–1575), teolog
- Christoph Friedrich Otto (1783–1856), botanik a zahradník

## Partnerská města
- Herten, Severní Porýní-Vestfálsko
- Veresegyház, Pest
- Jáchymov[3]